# Gidon Ben-Jisra’el
Gidon Ben-Jisra’el (hebr.: גדעון בן-ישראל, ang.: Gideon Ben-Yisrael, Gideon Ben-Israel, ur. 6 marca 1923 w Hajfie, zm. 18 grudnia 2014) – izraelski prawnik, wojskowy i polityk, w latach 1959–1961 oraz 1962–1965 poseł do Knesetu z listy Mapai.
Był żołnierzem Brygady Żydowskiej.
W wyborach parlamentarnych w 1959 po raz pierwszy dostał się do izraelskiego parlamentu. W kolejnych wyborach nie dostał się do parlamentu, jednak 28 sierpnia 1962 objął mandat po śmierci Herzla Bergera. Zasiadał w Knesetach IV i V kadencji.